# Nati il 20 dicembre
| Questa pagina contiene informazioni ricavate automaticamente dalle voci biografiche con l'ausilio del template Bio e di un bot. L'aggiornamento è periodico e automatico e ricostruisce completamente la pagina. Se manca una persona in questa lista, sei pregato di non aggiungerla, ma accertati piuttosto che la sua voce biografica contenga il template Bio e che i dati anagrafici siano correttamente compilati. Se il template Bio manca, inseriscilo tu stesso o, in alternativa, metti l'avviso {{tmp\|Bio}} che ne segnala la mancanza. Se i dati riportati sono sbagliati, correggi direttamente la voce biografica; le modifiche saranno visibili in questa lista entro pochi giorni. Per chiarimenti vedi il progetto biografie. La lista contiene solo le 1.056 persone che sono citate nell'enciclopedia e per le quali è stato implementato correttamente il template Bio. Pagina aggiornata al 17 ago 2025. |

## XV secolo(4)
- 1425 - Caterina di Bosnia, beata bosniaca († 1478)
- 1429 - Antonio di Marsciano, nobile e condottiero italiano († 1484)
- 1461 - Benedetto Buglioni, scultore italiano († 1521)
- 1494 - Oronzio Fineo, matematico, cartografo e astrologo francese († 1555)

## XVI secolo(16)
- 1503 - Cosimo Bartoli, umanista, scrittore e filologo italiano († 1572)
- 1531 - Enrico di Brederode, nobile olandese († 1568)
- 1532 - Orazio Samacchini, pittore italiano († 1577)
- 1532 - Giovanni Günther I di Schwarzburg-Sondershausen, conte († 1586)
- 1537 - Giovanni III di Svezia, re svedese († 1592)
- 1571 - Scévole de Sainte-Marthe, storico e umanista francese († 1650)
- 1571 - Louis de Sainte-Marthe, storico e umanista francese († 1659)
- 1572 - Edward Russell, III conte di Bedford, nobile inglese († 1627)
- 1576 - Giovanni Sarkander, presbitero boemo († 1620)
- 1577 - Antonio Brunelli, compositore italiano († 1630)
- 1578 - Enrico di Mayenne, nobile francese († 1621)
- 1590 - Claudio Mangerio, gesuita italiano († 1622)
- 1590 - François d'Arbaud de Porchères, poeta francese († 1640)
- 1598 - Ottavio Farnese, italiano († 1643)
- 1598 - Floris de Mérode-Westerloo, militare belga († 1638)
- 1600 - Nicolas Sanson, cartografo francese († 1667)

## XVII secolo(11)
- 1606 - Egidio Colonna, militare e patriarca cattolico italiano († 1686)
- 1629 - Pieter de Hooch, pittore olandese († 1684)
- 1633 - ʿAbbās II, sovrano persiano († 1666)
- 1648 - Tommaso Ceva, gesuita, poeta e matematico italiano († 1737)
- 1654 - Maria Anna Giuseppina d'Asburgo, nobile († 1689)
- 1659 - Filippo Ernesto I di Lippe-Alverdissen, nobile tedesco († 1723)
- 1669 - Carlotta Maria di Sassonia-Jena, principessa († 1703)
- 1676 - Leonardo da Porto Maurizio, presbitero, religioso e santo italiano († 1751)
- 1696 - Domenico Cattaneo, principe italiano († 1782)
- 1699 - Christoph Thomas Scheffler, pittore tedesco († 1756)
- 1700 - Charles-Augustin de Ferriol d'Argental, diplomatico francese († 1788)

## XVIII secolo(30)
- 1705 - Antonio Palomba, librettista e poeta italiano († 1769)
- 1717 - Charles Gravier, politico e diplomatico francese († 1787)
- 1719 - George Campbell, filosofo e teologo britannico († 1796)
- 1721 - Johann Georg Specht, architetto tedesco († 1803)
- 1724 - Lorenzo Barotti, gesuita, scrittore e poeta italiano († 1801)
- 1729 - Marie Charlotte de La Tour d'Auvergne, nobildonna francese († 1763)
- 1729 - František Xaver Pokorný, violinista e compositore ceco († 1794)
- 1730 - Eberhard I von Waldburg-Wurzach, principe tedesco († 1807)
- 1735 - Friedrich August Brand, pittore austriaco († 1806)
- 1737 - Tommaso Valperga di Caluso, filosofo, astronomo e fisico italiano († 1815)
- 1738 - Claude Michel, scultore francese († 1814)
- 1746 - Miguel José de Azanza, politico e diplomatico spagnolo († 1826)
- 1749 - Abraham Bennet, fisico inglese († 1799)
- 1755 - Georg Zoëga, archeologo e numismatico danese († 1809)
- 1759 - Andrea Bratti, vescovo cattolico italiano († 1835)
- 1763 - Damiano Damiani, religioso e organaro italiano († 1842)
- 1768 - Tommaso Felloni, fantino italiano († 1810)
- 1769 - Secondo Arò, avvocato e patriota italiano († 1797)
- 1769 - Francesco Cilocco, notaio e rivoluzionario italiano († 1802)
- 1769 - Giacomo Giustiniani, cardinale e arcivescovo cattolico italiano († 1843)
- 1770 - Henry John Spencer, nobile e diplomatico britannico († 1795)
- 1776 - Giuseppe Tommaso Rossetti, generale italiano († 1840)
- 1779 - Tommaso Bernetti, cardinale italiano († 1852)
- 1779 - William Wilkins, politico statunitense († 1865)
- 1784 - Giorgio Guglielmo di Schaumburg-Lippe, sovrano tedesco († 1860)
- 1785 - James McHenry, scrittore statunitense († 1845)
- 1786 - Pietro Raimondi, compositore italiano († 1853)
- 1790 - August Wilhelm Henschel, medico, botanico e storico della scienza tedesco († 1856)
- 1792 - Nicolas Toussaint Charlet, pittore e incisore francese († 1845)
- 1798 - Friedrich Robert Faehlmann, scrittore, medico e filologo estone († 1850)

## XIX secolo(175)
- 1802 - Amy Post, attivista statunitense († 1889)
- 1802 - Dimitrios Voulgaris, politico greco († 1878)
- 1802 - Ulick de Burgh, I marchese di Clanricarde, politico e ambasciatore inglese († 1874)
- 1803 - Pierre François Lacenaire, poeta e criminale francese († 1836)
- 1804 - Paolo Mercuri, incisore italiano († 1884)
- 1804 - Edward Adolphus Seymour, XII duca di Somerset, nobile e politico britannico († 1885)
- 1804 - Alessandro di Württemberg, nobile († 1881)
- 1806 - Alamanno Biagi, direttore d'orchestra italiano († 1861)
- 1806 - Martín Carrera, politico e generale messicano († 1871)
- 1806 - Michele Panebianco, pittore italiano († 1873)
- 1811 - Inácio do Nascimento Morais Cardoso, cardinale e patriarca cattolico portoghese († 1883)
- 1811 - Miguel Payá y Rico, cardinale e arcivescovo cattolico spagnolo († 1891)
- 1811 - Karl Bogislaus Reichert, anatomista e biologo tedesco († 1883)
- 1812 - Luigi Acquaviva, nobile, politico e generale italiano († 1898)
- 1812 - Achille Peri, compositore e direttore d'orchestra italiano († 1880)
- 1818 - Gaetano Ferri, baritono italiano († 1881)
- 1819 - Emanuele Lolli, politico italiano († 1905)
- 1824 - Teobaldo Ciconi, giornalista, poeta e drammaturgo italiano († 1863)
- 1824 - William Ross, politico canadese († 1912)
- 1824 - Calvert Vaux, architetto e architetto del paesaggio britannico († 1895)
- 1825 - Friedrich Grillo, imprenditore tedesco († 1888)
- 1826 - Giuseppe Piola, politico e scrittore italiano († 1904)
- 1827 - Paku Alam III, sovrano indonesiano († 1864)
- 1828 - Luigi Chiozza, chimico e imprenditore italiano († 1889)
- 1832 - Giovanni Canna, filologo classico, umanista e poeta italiano († 1915)
- 1833 - Samuel Mudd, medico statunitense († 1883)
- 1833 - Vittorio Poggi, avvocato, giornalista e militare italiano († 1914)
- 1834 - Carl von Than, chimico ungherese († 1908)
- 1836 - Alfred Grandidier, naturalista e esploratore francese († 1921)
- 1836 - Ettore Nucci, politico italiano († 1886)
- 1838 - Edwin Abbott Abbott, scrittore, teologo e pedagogista britannico († 1926)
- 1840 - Kazimierz Alchimowicz, pittore polacco († 1916)
- 1840 - Sol Star, politico e imprenditore statunitense († 1917)
- 1841 - Ferdinand Buisson, politico francese († 1932)
- 1841 - Isidoro Del Lungo, critico letterario e politico italiano († 1927)
- 1843 - Lajos Hevesi, giornalista, scrittore e critico d'arte ungherese († 1910)
- 1843 - Paul Tannery, matematico, storico e divulgatore scientifico francese († 1904)
- 1845 - Franz Toula, geologo, mineralogista e paleontologo austriaco († 1920)
- 1846 - Ernesto d'Assia-Philippsthal, nobile († 1925)
- 1847 - Sape Talma, medico olandese († 1918)
- 1848 - Hans Watzek, fotografo austriaco († 1903)
- 1849 - Ottone Bacaredda, giurista, scrittore e politico italiano († 1921)
- 1849 - Brownlow Cecil, IV marchese di Exeter, nobile e politico inglese († 1898)
- 1849 - Philippe Dautzenberg, biologo belga († 1935)
- 1851 - Isabella di Borbone-Spagna, nobile spagnola († 1931)
- 1851 - Guido Cora, geografo e cartografo italiano († 1917)
- 1851 - Jules Desbois, scultore e medaglista francese († 1935)
- 1851 - Thérèse Schwartze, pittrice olandese († 1918)
- 1851 - Knut Wicksell, economista svedese († 1926)
- 1852 - Ion Mincu, architetto, ingegnere e insegnante romeno († 1912)
- 1852 - David Schwarz, inventore e pioniere dell'aviazione ungherese († 1897)
- 1853 - Julia Beck, pittrice svedese († 1935)
- 1855 - Giulio Blum, militare italiano († 1917)
- 1855 - Saverio Masi, politico italiano († 1910)
- 1856 - Reginald Blomfield, architetto e docente inglese († 1942)
- 1857 - Raffaele Borea Ricci d'Olmo, ammiraglio italiano († 1942)
- 1857 - Otto Crusius, filologo classico tedesco († 1918)
- 1858 - Jan Toorop, pittore olandese († 1928)
- 1859 - Jean-Auguste Brutails, storico, archivista e paleografo francese († 1926)
- 1859 - Victor de Cessole, alpinista, filantropo e fotografo francese († 1941)
- 1860 - Ernesto Pestalozza, medico, chirurgo e politico italiano († 1934)
- 1861 - Ferdinand Bonn, attore tedesco († 1933)
- 1861 - Ivana Kobilca, pittrice slovena († 1926)
- 1861 - Salvatore Postiglione, pittore italiano († 1906)
- 1861 - Emil Ritterling, storico e archeologo tedesco († 1928)
- 1862 - Washington Lindsey, politico e avvocato statunitense († 1926)
- 1863 - Antonio Casertano, politico italiano († 1939)
- 1863 - Margaret Greville, filantropa britannica († 1942)
- 1863 - Silvio Petrone, magistrato e politico italiano († 1948)
- 1863 - Charles Cutler Torrey, orientalista, archeologo e storico delle religioni statunitense († 1956)
- 1864 - Giovanni Battista Pirolini, politico, giornalista e pubblicista italiano († 1948)
- 1864 - Takeuchi Seihō, pittore giapponese († 1942)
- 1865 - Marie Jeanette de Lange, pittrice e avvocata olandese († 1923)
- 1865 - Charles Marty, schermidore francese († 1925)
- 1866 - Charles Dawson, giocatore di snooker inglese († 1921)
- 1866 - Maria Letizia Bonaparte, principessa francese († 1926)
- 1867 - Carlo Alfonso Buffa di Perrero, militare italiano († 1916)
- 1868 - Roderick Chisholm, progettista britannico († 1912)
- 1868 - Harvey Samuel Firestone, imprenditore statunitense († 1938)
- 1868 - Arturo Alessandri Palma, avvocato e politico cileno († 1950)
- 1869 - Charley Grapewin, attore statunitense († 1956)
- 1869 - Juan Bautista Pérez, avvocato e politico venezuelano († 1952)
- 1870 - Nicola Lombardi, avvocato, politico e giornalista italiano († 1952)
- 1871 - José de Figueiredo, storico e critico d'arte portoghese († 1937)
- 1871 - Henry Hadley, direttore d'orchestra e compositore statunitense († 1937)
- 1871 - Fred Hearn, attore statunitense († 1923)
- 1873 - Mehmet Akif Ersoy, poeta turco († 1936)
- 1873 - Ettore Modigliani, funzionario e museologo italiano († 1947)
- 1874 - Mary Ann Bevan, infermiera britannica († 1933)
- 1874 - Frederick Steep, calciatore canadese († 1956)
- 1875 - Anastasia Arnaoutoglou, insegnante greca
- 1875 - Henri Callot, schermidore francese († 1956)
- 1875 - Francesco Paolo Cantelli, matematico e statistico italiano († 1966)
- 1875 - Charles Clapper, lottatore statunitense († 1937)
- 1875 - Gérard d'Houville, scrittrice francese († 1963)
- 1875 - Harold Kauffman, tennista statunitense († 1936)
- 1875 - Matt McGrath, martellista e tiratore di fune statunitense († 1941)
- 1875 - Bill Raisbeck, calciatore scozzese († 1946)
- 1876 - Walter Sydney Adams, astronomo statunitense († 1956)
- 1876 - Ettore Fabietti, bibliotecario e librettista italiano († 1962)
- 1876 - Federico Ricci, politico italiano († 1963)
- 1878 - Umberto Brustio, dirigente d'azienda e imprenditore italiano († 1972)
- 1878 - Abram Rabinovič, scacchista russo († 1943)
- 1879 - Ion Duca, politico rumeno († 1933)
- 1879 - Margarethe Siems, soprano e pedagoga tedesca († 1952)
- 1880 - Walter Brack, nuotatore tedesco († 1919)
- 1880 - Cora Sandel, scrittrice e pittrice norvegese († 1974)
- 1880 - Ugo Niutta, aviatore e ufficiale italiano († 1916)
- 1881 - Branch Rickey, giocatore di baseball, allenatore di baseball e dirigente sportivo statunitense († 1965)
- 1882 - Paolo Bonecchi, attore italiano († 1949)
- 1882 - Max Sailer, pilota automobilistico e ingegnere tedesco († 1964)
- 1883 - Pierre Lecomte du Noüy, fisico francese († 1947)
- 1883 - Victoria Manners, nobildonna e scrittrice inglese († 1946)
- 1884 - Luigi Angelini, ingegnere e storico dell'architettura italiano († 1969)
- 1884 - Ivo Fairbairn-Crawford, mezzofondista e militare britannico († 1959)
- 1884 - Mario Augusto Martini, politico e diplomatico italiano († 1961)
- 1885 - Giuseppe De Stefanis, generale italiano († 1965)
- 1885 - Paolo Galeazzi, vescovo cattolico italiano († 1971)
- 1885 - Ettore Ghiglione, calciatore italiano († 1982)
- 1885 - Federico de Onís, scrittore e critico letterario spagnolo († 1966)
- 1886 - Hazel Hotchkiss Wightman, tennista statunitense († 1974)
- 1886 - Jitendra Narayan Bhup Bahadur, principe indiano († 1922)
- 1886 - Seiichi Kita, generale giapponese († 1947)
- 1887 - Virgil Miller, direttore della fotografia e effettista statunitense († 1974)
- 1887 - Umberto Monterin, climatologo italiano († 1940)
- 1889 - Alice Halicka, pittrice polacca († 1974)
- 1889 - Ludwig Philipp, calciatore tedesco († 1964)
- 1889 - Elemér Pászti, ginnasta ungherese († 1965)
- 1889 - Pietro Romanelli, archeologo italiano († 1981)
- 1889 - Alessandro Scotti, politico italiano († 1974)
- 1889 - Willy Völker, calciatore tedesco († 1945)
- 1890 - Alessandro Bagnato, scrittore, poeta e storico italiano († 1974)
- 1890 - Bella Fromm, giornalista e scrittrice tedesca († 1972)
- 1890 - Josef Gielen, attore, direttore teatrale e regista tedesco († 1968)
- 1890 - Jaroslav Heyrovský, chimico cecoslovacco († 1967)
- 1890 - Riccardo Maraffa, generale e poliziotto italiano († 1943)
- 1890 - Noel Turnbull, tennista britannico († 1970)
- 1891 - Erik Almlöf, triplista svedese († 1971)
- 1891 - Axel Andersen, ginnasta danese († 1931)
- 1891 - Carlo Bergamaschi, avvocato e politico italiano († 1969)
- 1891 - Marija Skobcova, nobile, poetessa e religiosa russa († 1945)
- 1891 - Margaret Suckley, archivista statunitense († 1991)
- 1891 - Francesco Viviani, antifascista italiano († 1945)
- 1892 - Angelo Bianchi, geologo e mineralogista italiano († 1970)
- 1892 - Winifred Bryson, attrice statunitense († 1987)
- 1892 - Arthur Hauffe, generale tedesco († 1944)
- 1893 - Mikołaj Bołtuć, generale polacco († 1939)
- 1893 - Charlotte Bühler, psicologa tedesca († 1974)
- 1893 - Piero Campelli, calciatore italiano († 1946)
- 1893 - Omero Chiesa, pentatleta e nuotatore italiano
- 1893 - Wilhelm Frankl, militare e aviatore tedesco († 1917)
- 1893 - Vilhelm Lange, ginnasta danese († 1950)
- 1893 - Ernesto Morandi, calciatore italiano († 1947)
- 1893 - Ettore Vivani, militare italiano († 1923)
- 1894 - John Joseph Malone, militare e aviatore canadese († 1917)
- 1894 - Robert Menzies, politico australiano († 1978)
- 1895 - Celestina Bottego, religiosa statunitense († 1980)
- 1895 - Ciril Kotnik, diplomatico jugoslavo († 1948)
- 1895 - Susanne K. Langer, filosofa statunitense († 1985)
- 1896 - Frederick Browning, generale e bobbista britannico († 1965)
- 1896 - Sergej Buchteev, allenatore di calcio e calciatore sovietico († 1947)
- 1896 - Edoardo Cecere, militare e partigiano italiano († 1944)
- 1897 - Michele Marelli, architetto e designer italiano († 1977)
- 1897 - Ángel Médici, calciatore argentino († 1971)
- 1897 - Marcel Raymond, critico letterario svizzero († 1981)
- 1898 - Aleksej Aleksandrovič Balandin, chimico sovietico († 1967)
- 1898 - Konstantinos Dovas, generale greco († 1973)
- 1898 - Irene Dunne, attrice e cantante statunitense († 1990)
- 1898 - Heitor Marcelino Domingues, calciatore brasiliano († 1972)
- 1898 - Edoardo Moscatelli, velista italiano († 1963)
- 1899 - Koos van der Kaay, scultore olandese († 1976)
- 1899 - Finn Rønne, esploratore e navigatore norvegese († 1980)
- 1899 - John Sparkman, politico, avvocato e giurista statunitense († 1985)
- 1900 - Lissy Arna, attrice tedesca († 1964)
- 1900 - Gabby Hartnett, giocatore di baseball e allenatore di baseball statunitense († 1972)

## XX secolo(790)
- 1901 - Nicolay Diulgheroff, pittore, designer e grafico bulgaro († 1982)
- 1901 - William Lehman, calciatore statunitense († 1979)
- 1901 - Robert Van de Graaff, fisico e inventore statunitense († 1967)
- 1902 - Alberto Ancilotto, regista italiano († 1971)
- 1902 - Gianpiero Combi, calciatore, dirigente sportivo e imprenditore italiano († 1956)
- 1902 - Jolán Földes, scrittrice ungherese († 1963)
- 1902 - Margherita Guarducci, archeologa italiana († 1999)
- 1902 - Ed Hickey, cestista, giocatore di football americano e allenatore di pallacanestro statunitense († 1980)
- 1902 - Sidney Hook, filosofo statunitense († 1989)
- 1902 - Max Lerner, giornalista e educatore statunitense († 1992)
- 1902 - Tat'jana Mavrina, pittrice e illustratrice sovietica († 1996)
- 1903 - Alfredo Massari, allenatore di calcio e calciatore italiano († 1982)
- 1903 - Adelbert Schulz, generale e poliziotto tedesco († 1944)
- 1903 - Domingo Tarasconi, calciatore argentino († 1991)
- 1904 - Rambhai Barni, thailandese († 1984)
- 1904 - Leonardo Borgese, pittore, illustratore e critico d'arte italiano († 1986)
- 1904 - Clelia Caligiuri, insegnante italiana († 1996)
- 1904 - Alighiero De Micheli, imprenditore e dirigente d'azienda italiano († 1995)
- 1904 - Evgenija Solomonovna Ginzburg, scrittrice russa († 1977)
- 1904 - Viktor Vladislavovič Ėjsymont, regista cinematografico sovietico († 1964)
- 1905 - Abdelhamid Abdou, calciatore egiziano († 1972)
- 1905 - Albert Dekker, attore statunitense († 1968)
- 1905 - Ruben Fienga, ingegnere e dirigente pubblico italiano († 1984)
- 1905 - Otmar Gazzari, calciatore italiano († 1987)
- 1906 - Bernhard Bischoff, paleografo, filologo e storico tedesco († 1991)
- 1906 - Friedrich Boßhammer, giurista, militare e criminale di guerra tedesco († 1972)
- 1906 - Wilhelm Theodor Elwert, filologo e metricista tedesco († 1997)
- 1906 - Fernanda Gattinoni, stilista e imprenditrice italiana († 2002)
- 1906 - Lowell Gilmore, attore statunitense († 1960)
- 1906 - Bill Martin, pallanuotista britannico († 1980)
- 1906 - Marion Talley, soprano statunitense († 1983)
- 1906 - Thelma Votipka, soprano statunitense († 1972)
- 1907 - István Bárány, nuotatore ungherese († 1995)
- 1907 - Maurice Henry, poeta e pittore francese († 1984)
- 1907 - Paul Francis Webster, paroliere statunitense († 1984)
- 1908 - Max Ingrand, vetraio, decoratore e designer francese († 1969)
- 1908 - Dennis Morgan, attore e cantante statunitense († 1994)
- 1908 - Giorgio Zucchelli, militare italiano († 1937)
- 1909 - Ada Alessandrini, partigiana, politica e saggista italiana († 1991)
- 1909 - Diane Ellis, attrice statunitense († 1930)
- 1909 - Vagn Holmboe, compositore danese († 1996)
- 1909 - Reuven Shiloah, funzionario e agente segreto israeliano († 1959)
- 1910 - Giuseppe Bucchia, calciatore italiano († 2002)
- 1910 - Henry Coston, giornalista, editore e saggista francese († 2001)
- 1910 - Helene Mayer, schermitrice tedesca († 1953)
- 1910 - Cary Odell, scenografo statunitense († 1988)
- 1910 - Pietro Porcinai, architetto del paesaggio italiano († 1986)
- 1910 - Guglielmo Sgardi, calciatore italiano
- 1910 - Fritz Stolze, pallanuotista tedesco († 1972)
- 1910 - Carl Urbano, regista, animatore e produttore televisivo statunitense († 2003)
- 1911 - Anthony Campitelli, architetto statunitense († 2004)
- 1912 - Dorothy Brookshaw, velocista canadese († 1962)
- 1912 - Otello Colangeli, montatore italiano († 1998)
- 1912 - Art Mollner, cestista e allenatore di pallacanestro statunitense († 1995)
- 1912 - Ernest Morrison, attore statunitense († 1989)
- 1912 - Achille Tarsia Incuria, avvocato, politico e dirigente sportivo italiano († 2005)
- 1913 - Giorgio Ansoldi, regista italiano († 1999)
- 1913 - Ernst Ihbe, pistard tedesco († 1992)
- 1913 - Hidehiro Miyashita, giocatore di go giapponese († 1976)
- 1913 - Vincenzo Seratrice, direttore della fotografia italiano
- 1914 - Harry F. Byrd Jr., politico e militare statunitense († 2013)
- 1914 - Carlos Nunes, calciatore e allenatore di calcio portoghese
- 1914 - Adrian von Fölkersam, militare tedesco († 1945)
- 1914 - Richard Menapace, ciclista su strada austriaco († 2000)
- 1915 - Bianca Orsi, scultrice italiana († 2016)
- 1916 - Bernard Anquetil, militare francese († 1941)
- 1916 - Jan van Heteren, pallanuotista olandese († 1992)
- 1916 - Eugenio Angelo Lotti, pittore italiano († 1977)
- 1916 - Gonzalo Rojas, poeta cileno († 2011)
- 1916 - Jack Witikka, regista e sceneggiatore finlandese († 2002)
- 1917 - David Bohm, fisico e filosofo statunitense († 1992)
- 1917 - Audrey Totter, attrice statunitense († 2013)
- 1918 - Alberto Marmont, ematologo italiano († 2014)
- 1918 - Antonio Ortiz Alonso, calciatore spagnolo († 1976)
- 1918 - Herm Schaefer, cestista e allenatore di pallacanestro statunitense († 1980)
- 1919 - Achille Bortolotti, imprenditore e dirigente sportivo italiano († 1992)
- 1919 - Gino Pizzati, aviatore e militare italiano († 2019)
- 1920 - Maurizio Giglio, militare, poliziotto e agente segreto italiano († 1944)
- 1920 - John Marsden Beaumont Jones, islamista e storico britannico († 1992)
- 1920 - Franco Lanfredi, ufficiale e aviatore italiano († 2009)
- 1920 - Väinö Linna, scrittore finlandese († 1992)
- 1920 - Bruni Löbel, attrice tedesca († 2006)
- 1920 - John Sundberg, tiratore a segno svedese († 2004)
- 1920 - Jesús Vásquez, cantante peruviana († 2010)
- 1921 - Albano Albanese, ostacolista e altista italiano († 2010)
- 1921 - Ludmila Brožová-Polednová, magistrato cecoslovacco († 2015)
- 1921 - Mario Costa, politico italiano († 1997)
- 1921 - George Roy Hill, regista statunitense († 2002)
- 1921 - Ottavio Mazzonis, pittore italiano († 2010)
- 1921 - Alexander Ramati, scrittore, sceneggiatore e regista polacco († 2006)
- 1922 - Charita Bauer, attrice televisiva statunitense († 1985)
- 1922 - Armando Farro, calciatore argentino († 1982)
- 1922 - Silvio Gallazzi, calciatore italiano
- 1922 - Tom Gries, regista, sceneggiatore e produttore cinematografico statunitense († 1977)
- 1922 - Beverly Pepper, scultrice e pittrice statunitense († 2020)
- 1922 - Sergio Serafini, partigiano italiano († 1944)
- 1922 - Tony Vaccaro, fotografo statunitense († 2022)
- 1923 - Asbjørn Aarnes, storico norvegese († 2013)
- 1923 - Rod Amateau, regista e sceneggiatore statunitense († 2003)
- 1923 - Angelo Cella, vescovo cattolico italiano († 2008)
- 1923 - Wiesław Chrzanowski, politico, avvocato e insegnante polacco († 2012)
- 1923 - René Faye, pistard francese († 1994)
- 1923 - René Havard, attore, regista e sceneggiatore francese († 1987)
- 1924 - Charlie Callas, attore e comico statunitense († 2011)
- 1924 - Arne Domnérus, sassofonista e clarinettista svedese († 2008)
- 1924 - Friederike Mayröcker, scrittrice e illustratrice austriaca († 2021)
- 1925 - Oriol Bohigas, architetto e urbanista spagnolo († 2021)
- 1925 - Béla Goldoványi, velocista ungherese († 1972)
- 1925 - Benito Lorenzi, calciatore e allenatore di calcio italiano († 2007)
- 1925 - Bob de Moor, fumettista belga († 1992)
- 1925 - Joseph Smith, bobbista statunitense († 1983)
- 1925 - Jan Storms, ciclista su strada e dirigente sportivo belga († 2019)
- 1926 - Maurice Agulhon, storico francese († 2014)
- 1926 - Paolo Dettori, politico italiano († 1975)
- 1926 - Les Dicker, calciatore inglese († 2020)
- 1926 - Misael Escuti, calciatore cileno († 2005)
- 1926 - John Holland, ostacolista neozelandese († 1990)
- 1926 - Geoffrey Howe, politico britannico († 2015)
- 1926 - Otto Graf Lambsdorff, politico tedesco († 2009)
- 1926 - David Levine, artista statunitense († 2009)
- 1926 - Nicole Maurey, attrice francese († 2016)
- 1926 - Piero Operto, calciatore italiano († 1949)
- 1926 - Giuliano Procacci, storico, politologo e politico italiano († 2008)
- 1926 - Roberto Romei, sindacalista e politico italiano († 2013)
- 1927 - Giampiero Albertini, attore e doppiatore italiano († 1991)
- 1927 - John Michael Beaumont, britannico († 2016)
- 1927 - Umberto Colombo, chimico, dirigente d'azienda e politico italiano († 2006)
- 1927 - Philip Hurlic, attore statunitense († 2014)
- 1927 - Kim Young-sam, politico sudcoreano († 2015)
- 1927 - David Markson, scrittore statunitense († 2010)
- 1927 - Carlo Pollidoro, politico italiano († 2003)
- 1928 - Piero Bassetti, politico, imprenditore e ex velocista italiano
- 1928 - Jack Christiansen, giocatore di football americano e allenatore di football americano statunitense († 1986)
- 1928 - Héctor Benítez Ortiz, ex calciatore messicano
- 1929 - Carlo Fassi, pattinatore artistico su ghiaccio italiano († 1997)
- 1929 - Elio Giovannini, politico e sindacalista italiano († 2023)
- 1929 - Selim al-Hoss, politico libanese († 2024)
- 1929 - Riccardo Licata, pittore italiano († 2014)
- 1929 - Milan Panić, politico e imprenditore serbo
- 1929 - Don Sunderlage, cestista statunitense († 1961)
- 1930 - Dominic Barto, attore statunitense († 2019)
- 1930 - Regīna Ezera, scrittrice lettone († 2002)
- 1930 - Rudi Felgenheier, pilota motociclistico tedesco († 2005)
- 1930 - Renzo Palmer, attore, doppiatore e conduttore televisivo italiano († 1988)
- 1930 - Jerry Perenchio, produttore cinematografico statunitense († 2017)
- 1930 - Antoine Vitez, regista teatrale, attore teatrale e attore cinematografico francese († 1990)
- 1931 - Giuseppe Favero, ciclista su strada e dirigente sportivo italiano († 2020)
- 1931 - Hristina Obradović, religiosa serba
- 1931 - Cleto Pavanetto, religioso, latinista e grecista italiano († 2021)
- 1931 - Mala Powers, attrice statunitense († 2007)
- 1931 - Haroldo, calciatore brasiliano († 2010)
- 1931 - Ike Skelton, politico statunitense († 2013)
- 1932 - Miro Allione, economista, dirigente d'azienda e saggista italiano († 2006)
- 1932 - Guido De Maria, disegnatore, pubblicitario e autore televisivo italiano
- 1932 - John Hillerman, attore statunitense († 2017)
- 1932 - Teijirō Tanikawa, nuotatore giapponese († 2025)
- 1933 - Jean Carnahan, politica statunitense († 2024)
- 1933 - George Kirby, allenatore di calcio e calciatore inglese († 2000)
- 1933 - Reg Matthews, calciatore inglese († 2001)
- 1933 - Charles O'Brien, sindacalista statunitense († 2020)
- 1933 - Marcel Uderzo, fumettista e illustratore francese († 2021)
- 1933 - Rik Van Looy, ciclista su strada, pistard e dirigente sportivo belga († 2024)
- 1934 - Marion Blumenthal Lazan, scrittrice tedesca
- 1934 - Julius Riyadi Darmaatmadja, cardinale e arcivescovo cattolico indonesiano
- 1934 - Julio San Lorenzo, calciatore argentino († 2016)
- 1935 - Carlos d'Alessio, compositore argentino († 1992)
- 1935 - Valerio Lazarov, produttore televisivo rumeno († 2009)
- 1935 - Guy Van Sam, calciatore francese († 2024)
- 1936 - Maurice Aymard, storico francese
- 1936 - Ding Zilin, attivista cinese
- 1936 - Judy Henske, cantautrice statunitense († 2022)
- 1936 - Claudio Quarantotto, giornalista e critico cinematografico italiano († 2014)
- 1936 - Éva Schneider, cestista ungherese († 2021)
- 1936 - Howard Smith, regista statunitense († 2014)
- 1937 - John Lee Canley, militare statunitense († 2022)
- 1938 - Giuseppe Brienza, politico italiano († 2018)
- 1938 - Luigi Cancrini, psichiatra e politico italiano
- 1938 - Leonardo Corbo, ingegnere e divulgatore scientifico italiano
- 1938 - Terry Dene, cantante britannico
- 1938 - John Harbison, compositore e direttore d'orchestra statunitense
- 1938 - Aleksandar Kozlina, calciatore jugoslavo († 2013)
- 1938 - Patricio Rodríguez, tennista e allenatore di tennis cileno († 2020)
- 1938 - Betsy Snite, sciatrice alpina statunitense († 1984)
- 1938 - Gianfranco Stella, ex fondista e scialpinista italiano
- 1939 - Gigi Angelillo, attore, doppiatore e regista teatrale italiano († 2015)
- 1939 - Daniel Eon, calciatore francese († 2021)
- 1939 - Kathryn Joosten, attrice statunitense († 2012)
- 1939 - Kim Weston, cantante statunitense
- 1939 - Giuliano Zincone, giornalista e scrittore italiano († 2013)
- 1940 - Osvaldo Bevilacqua, giornalista, autore televisivo e conduttore televisivo italiano
- 1940 - Lidia Marchetti, cestista italiana († 2020)
- 1940 - Orsolya Petró, cestista ungherese († 1988)
- 1940 - Luisa Zambon, ex cestista italiana
- 1941 - Věra Koťátková, ex cestista cecoslovacca
- 1941 - Luciano Sgheiz, ex canottiere italiano
- 1941 - Dave Stallworth, cestista statunitense († 2017)
- 1942 - Yoshitaka Egawa, cestista giapponese († 2024)
- 1942 - Bob Hayes, velocista e giocatore di football americano statunitense († 2002)
- 1942 - Odd Martinsen, ex fondista norvegese
- 1942 - Héctor Pulido, calciatore messicano († 2022)
- 1942 - Angel Tompkins, attrice statunitense
- 1942 - Jean-Claude Trichet, banchiere e economista francese
- 1942 - Larry Willis, pianista e compositore statunitense († 2019)
- 1943 - Antonio Buoncristiani, arcivescovo cattolico italiano
- 1943 - Gianpietro Gariani, illustratore e animatore italiano
- 1943 - Frances MacLennan, ex tennista britannica
- 1943 - Walter Washington, cantante e chitarrista statunitense († 2022)
- 1944 - Bobby Colomby, batterista statunitense
- 1944 - Antonio De Luca, fumettista italiano
- 1944 - François Gernelle, informatico francese
- 1944 - Mark Turenshine, cestista statunitense († 2016)
- 1945 - Aldo Arroni, politico italiano
- 1945 - Pierre Bürcher, vescovo cattolico svizzero
- 1945 - Carol Patrice Christ, teologa statunitense († 2021)
- 1945 - Peter Criss, batterista statunitense
- 1945 - David Fallows, musicologo britannico
- 1945 - Jean-Marc Guillou, allenatore di calcio e ex calciatore francese
- 1945 - Santi Rapisarda, politico italiano († 2005)
- 1945 - Nikolaj Stambula, regista sovietico
- 1945 - Tom Tancredo, politico statunitense
- 1946 - Giuseppe Carnovale, criminale italiano († 1991)
- 1946 - Aíto García Reneses, allenatore di pallacanestro, dirigente sportivo e ex cestista spagnolo
- 1946 - Uri Geller, personaggio televisivo e illusionista israeliano
- 1946 - Bill Hosket, ex cestista statunitense
- 1946 - Francesco Jori, giornalista italiano
- 1946 - Boris Makaresko, comico e cabarettista italiano († 2016)
- 1946 - Sonny Perdue, politico statunitense
- 1946 - Peps Persson, cantante svedese († 2021)
- 1946 - Robert Sedgewick, informatico, matematico e manager statunitense
- 1946 - John Spencer, attore statunitense († 2005)
- 1946 - Tony e Maureen Wheeler, editore e scrittore inglese
- 1946 - Dick Wolf, produttore televisivo statunitense
- 1947 - Franco Arrigoni, cestista italiano († 2024)
- 1947 - Aleksandr Aver'janov, calciatore e allenatore di calcio sovietico († 2021)
- 1947 - Simon Beck, ex slittinista liechtensteinese
- 1947 - Pascual Chávez Villanueva, presbitero messicano
- 1947 - Gigliola Cinquetti, cantante, attrice e conduttrice televisiva italiana
- 1947 - Malcolm Cooper, tiratore a segno britannico († 2001)
- 1947 - Mario Lucertini, informatico italiano († 2002)
- 1947 - Francisco Javier Martínez Fernández, arcivescovo cattolico spagnolo
- 1947 - Paolo Rumiz, giornalista, scrittore e viaggiatore italiano
- 1947 - Bo Ryan, allenatore di pallacanestro statunitense
- 1947 - Jurij Smirnov, ex calciatore e allenatore di calcio sovietico
- 1947 - Stevie Wright, cantante britannico († 2015)
- 1948 - Gian Carlo Blangiardo, statistico italiano
- 1948 - Orchidea De Santis, attrice italiana
- 1948 - Dick Gibbs, ex cestista statunitense
- 1948 - Abdulrazak Gurnah, scrittore tanzaniano
- 1948 - Jean-Noël Huck, allenatore di calcio e ex calciatore francese
- 1948 - Odd Ivar Lindberg, ex calciatore norvegese
- 1948 - Alessandro Minelli, biologo e zoologo italiano
- 1948 - Alan Parsons, musicista, produttore discografico e cantante britannico
- 1948 - Daniel Rebillard, ex pistard e ciclista su strada francese
- 1948 - Giuliana Sgrena, giornalista e scrittrice italiana
- 1948 - Mitsuko Uchida, pianista giapponese
- 1949 - Soumaïla Cissé, politico maliano († 2020)
- 1949 - Claudia Jennings, modella e attrice statunitense († 1979)
- 1949 - Giorgio Molteni, regista e sceneggiatore italiano
- 1949 - Daniela Morelli, scrittrice, drammaturga e sceneggiatrice italiana
- 1949 - Gianfranco Morgando, politico italiano
- 1949 - Takao Okawara, regista giapponese
- 1949 - Pio, cantante italiano
- 1949 - Tapio Sten, ex cestista finlandese
- 1949 - Steven S. Vogt, astronomo statunitense
- 1950 - Roberto Beccantini, giornalista italiano
- 1950 - Osvaldo De Paolini, giornalista italiano
- 1950 - Giuseppe Gasparin, politico italiano
- 1950 - Bongi Makeba, cantante sudafricana († 1985)
- 1950 - Arturo Márquez, musicista e compositore messicano
- 1950 - Raffaele Pernasetti, mafioso italiano
- 1950 - János Pintz, matematico ungherese
- 1950 - Elizabeth Plater-Zyberk, architetto e urbanista statunitense
- 1951 - Federico Antinori, fumettista italiano
- 1951 - Kate Atkinson, scrittrice britannica
- 1951 - Walter Basso, scrittore italiano
- 1951 - Salvatore Buglio, politico italiano
- 1951 - Lynne Featherstone, politica inglese
- 1951 - Wolfgang Güldenpfennig, ex canottiere tedesco
- 1951 - Lee Nak-yon, politico sudcoreano
- 1951 - Phil Lumpkin, cestista e allenatore di pallacanestro statunitense († 2009)
- 1951 - Peter May, scrittore e giornalista scozzese
- 1951 - Matti Pitkänen, ex fondista finlandese
- 1951 - Joey Silvera, attore pornografico statunitense
- 1951 - Shigeru Suzuki, cantautore e chitarrista giapponese
- 1952 - Jenny Agutter, attrice britannica
- 1952 - Milovan Bakić, ex calciatore jugoslavo
- 1952 - Terry George, regista e sceneggiatore britannico
- 1952 - Maurizio Iannelli, regista e terrorista italiano
- 1952 - Irving Nattrass, ex calciatore inglese
- 1952 - Manuel Nájera, ex calciatore messicano
- 1952 - Rubén Pellejero, disegnatore e illustratore spagnolo
- 1952 - Sergio Vastano, attore, comico e cabarettista italiano
- 1953 - Eduardo Bacas, ex calciatore argentino
- 1953 - Ornella Barra, imprenditrice italiana
- 1953 - Knut Fleckenstein, politico tedesco
- 1953 - Maurizio Gervasoni, vescovo cattolico italiano
- 1953 - Andrea Guarino, ex politico italiano
- 1953 - Herminio Menéndez, ex canoista spagnolo
- 1953 - Jim Zoet, ex cestista canadese
- 1954 - Michael Badalucco, attore statunitense
- 1954 - Sandra Cisneros, scrittrice e poetessa statunitense
- 1954 - François Fonlupt, arcivescovo cattolico francese
- 1954 - Hong Sung-ho, ex calciatore sudcoreano
- 1954 - Koen Lenaerts, giurista e docente belga
- 1954 - Miguel López Abril, cestista e allenatore di pallacanestro spagnolo († 2021)
- 1954 - Binali Yıldırım, politico turco
- 1955 - Teresa Armato, politica e giornalista italiana
- 1955 - Mike Cobb, ex giocatore di football americano statunitense
- 1955 - Hollis Copeland, ex cestista statunitense
- 1955 - Terry Johnson, regista teatrale, drammaturgo e sceneggiatore britannico
- 1955 - Ed Kuepper, cantante e chitarrista tedesco
- 1955 - Hans-Jürgen Riediger, ex calciatore tedesco orientale
- 1955 - Martin Schulz, ex politico tedesco
- 1955 - Roy Spencer, climatologo statunitense
- 1955 - Raymond Townsend, ex cestista statunitense
- 1956 - Fulvio Abbate, scrittore italiano
- 1956 - Guy Babylon, tastierista statunitense († 2009)
- 1956 - Blanche Baker, attrice statunitense
- 1956 - Jean-Jacques Bertrand, ex sciatore alpino e sciatore di velocità francese
- 1956 - Super Strong Machine, ex wrestler giapponese
- 1956 - Mohamed Ould Abdel Aziz, generale e politico mauritano
- 1956 - Anita Ward, cantante statunitense
- 1957 - Tim Bevan, produttore cinematografico neozelandese
- 1957 - Billy Bragg, cantautore, chitarrista e attivista britannico
- 1957 - Christopher Cardone, missionario e arcivescovo cattolico statunitense
- 1957 - Leroy Loggins, ex cestista statunitense
- 1957 - Hisatoshi Shintaku, ex maratoneta giapponese
- 1957 - Anna Vissi, cantante cipriota
- 1957 - Giuseppe Zappulla, politico e sindacalista italiano
- 1958 - Alessandro Brogini, ex multiplista e altista italiano
- 1958 - Karel Choennie, vescovo cattolico surinamese
- 1958 - Hsu Hsueh-chu, ex cestista taiwanese
- 1958 - Atsuji Miyahara, ex lottatore giapponese
- 1958 - Jean-Santos Muntubila, allenatore di calcio e ex calciatore della Repubblica Democratica del Congo
- 1958 - Clelia Piscitello, attrice italiana
- 1958 - Jürgen Raab, allenatore di calcio e ex calciatore tedesco orientale
- 1958 - Dirk Schoon, vescovo vetero-cattolico olandese
- 1958 - James Thomson, biologo statunitense
- 1958 - Ricardo Toro, ex calciatore cileno
- 1959 - Roberto Alajmo, scrittore, giornalista e drammaturgo italiano
- 1959 - Joël Dumé, dirigente sportivo e ex arbitro di rugby a 15 francese
- 1959 - Arne Erlandsen, allenatore di calcio e calciatore norvegese
- 1959 - Jackie Fox, musicista e avvocatessa statunitense
- 1959 - Neil Giuntoli, attore statunitense
- 1959 - Hildegard Körner, ex mezzofondista tedesca
- 1959 - Kazimierz Marcinkiewicz, politico polacco
- 1959 - Takeyuki Nakayama, ex maratoneta giapponese
- 1959 - Trent Tucker, ex cestista statunitense
- 1959 - Pat Walker, allenatore di calcio e ex calciatore irlandese
- 1960 - Pedro Abrunhosa, cantante e compositore portoghese
- 1960 - Noel Attard, ex calciatore maltese
- 1960 - Nalo Hopkinson, autrice di fantascienza giamaicana
- 1960 - Kim Ki-duk, regista, sceneggiatore e produttore cinematografico sudcoreano († 2020)
- 1960 - Elisabetta Virgili, attrice e cantante italiana
- 1961 - Tommaso Chieffi, velista italiano
- 1961 - Alessandro Gazale, attore italiano
- 1961 - Gale Gilbert, ex giocatore di football americano statunitense
- 1961 - Mike Keneally, musicista e polistrumentista statunitense
- 1961 - Eugenio La Rosa, ex calciatore peruviano
- 1961 - Michele Mauri, giornalista e scrittore italiano
- 1961 - Vik Muniz, artista brasiliano
- 1961 - Nate Newton, ex giocatore di football americano statunitense
- 1961 - Heidi Riedler, ex sciatrice alpina austriaca
- 1961 - Freddie Spencer, pilota motociclistico statunitense
- 1961 - Pablo Villamar, politico spagnolo
- 1962 - Hoyt Corkins, giocatore di poker statunitense
- 1962 - José Luis Manzano, attore spagnolo († 1992)
- 1962 - Corrado Mastantuono, fumettista italiano
- 1962 - Marco Mazzieri, ex giocatore di baseball e allenatore di baseball italiano
- 1962 - Kazumi Shimizu, ex cestista giapponese
- 1962 - Darío Siviski, ex calciatore argentino
- 1962 - Stefano Tessarin, chitarrista e compositore italiano
- 1962 - Doug Wright, drammaturgo, librettista e sceneggiatore statunitense
- 1963 - Zdenko Adamović, allenatore di calcio e ex calciatore croato
- 1963 - Elena di Borbone-Spagna, principessa spagnola
- 1963 - Jörg Buttgereit, regista cinematografico, regista teatrale e sceneggiatore tedesco
- 1963 - Paolo Cananzi, autore televisivo e sceneggiatore italiano
- 1963 - Pam Casale, ex tennista statunitense
- 1963 - Roberto Crudeli, allenatore di hockey su pista e ex hockeista su pista italiano
- 1963 - Pasquale Finicelli, modello, attore e cantante italiano
- 1963 - Mats Gren, allenatore di calcio e ex calciatore svedese
- 1963 - Joel Gretsch, attore statunitense
- 1963 - Mauro Maria Marino, politico italiano
- 1963 - Karen Moncrieff, regista e sceneggiatrice statunitense
- 1963 - Frank Peterson, produttore discografico tedesco
- 1963 - Iqbal Theba, attore pakistano
- 1964 - Mark Coleman, artista marziale misto e lottatore statunitense
- 1964 - Robert Gustafsson, attore, comico e sceneggiatore svedese
- 1964 - Alessandro Perissinotto, scrittore e traduttore italiano
- 1964 - Marina Pestova, ex pattinatrice artistica su ghiaccio sovietica
- 1964 - Ognjana Petrova, canoista bulgara
- 1964 - Finn Renna, ex calciatore norvegese
- 1964 - Clara Rojas, avvocata e politica colombiana
- 1965 - Robert Cavanah, attore e regista scozzese
- 1965 - Marco Antonio Almeida Ferreira, ex calciatore brasiliano
- 1965 - Rich Gannon, ex giocatore di football americano statunitense
- 1966 - Paulo Bitencourt, scrittore, musicista e attore brasiliano
- 1966 - Thomas Dufter, ex combinatista nordico tedesco
- 1966 - Massimo Filardi, allenatore di calcio, procuratore sportivo e ex calciatore italiano
- 1966 - Ed de Goeij, ex calciatore olandese
- 1966 - Kang Dong-hui, ex cestista e allenatore di pallacanestro sudcoreano
- 1966 - Amedeo Letizia, attore e produttore cinematografico italiano
- 1966 - Myrra Malmberg, attrice, cantante e doppiatrice svedese
- 1966 - Camané, cantante portoghese
- 1966 - Paul Ritter, attore e produttore cinematografico britannico († 2021)
- 1966 - Chris Robinson, cantante statunitense
- 1966 - Hélène Rollès, attrice e cantante francese
- 1966 - Andrea Rubei, giocatore di calcio a 5 italiano
- 1966 - Yumi Tōma, cantante e doppiatrice giapponese
- 1967 - Dmitrij Bykov, scrittore e giornalista russo
- 1967 - Patrice Eyraud, allenatore di calcio e ex calciatore francese
- 1967 - Barbara Fiammengo, ex altista italiana
- 1967 - Fabrizio Manfredi, doppiatore, dialoghista e direttore del doppiaggio italiano
- 1967 - Howard Wright, ex cestista statunitense
- 1968 - Joe Cornish, comico, regista e conduttore radiofonico inglese
- 1968 - Nadia Farès, attrice e modella francese
- 1968 - Doina Ignat, ex canottiera rumena
- 1968 - Japhet Kosgei, ex maratoneta keniota
- 1968 - Karel Krejčí, ex calciatore e allenatore di calcio ceco
- 1968 - Oleg Kutscherenko, ex lottatore ucraino
- 1968 - Eduardo Sánchez, regista statunitense
- 1968 - Karl Wendlinger, ex pilota automobilistico austriaco
- 1968 - Codrin Ștefănescu, politico rumeno
- 1969 - Bent Apneseth, ex calciatore norvegese
- 1969 - Nicușor Dan, politico, attivista e matematico rumeno
- 1969 - Claus Eftevaag, ex calciatore norvegese
- 1969 - Tat'jana Fachrutdinova, ex schermitrice russa
- 1969 - Serhij Holubyc'kyj, ex schermidore ucraino
- 1969 - Carmelo Miranda, ex ciclista su strada spagnolo
- 1969 - Manuela Morabito, attrice italiana
- 1969 - Brian O'Halloran, attore statunitense
- 1969 - Kenji Ogiwara, politico, dirigente sportivo e ex combinatista nordico giapponese
- 1969 - Tsugiharu Ogiwara, ex combinatista nordico giapponese
- 1969 - Zahra Ouaziz, ex mezzofondista marocchina
- 1969 - Bobby Phills, cestista statunitense († 2000)
- 1969 - Arlene Xavier, pallavolista brasiliana
- 1969 - Chisa Yokoyama, doppiatrice giapponese
- 1969 - Alain de Botton, scrittore e filosofo svizzero
- 1970 - Jasna Fazlić, ex tennistavolista jugoslava
- 1970 - Oleksandr Fedenko, ex pistard e ciclista su strada ucraino
- 1970 - Daniele Gaither, attrice statunitense
- 1970 - Sohail Khan, attore, regista e produttore cinematografico indiano
- 1970 - Sandra Lee, dermatologa, personaggio televisivo e youtuber statunitense
- 1970 - Alister McRae, pilota di rally britannico
- 1970 - Todd Phillips, regista, sceneggiatore e produttore cinematografico statunitense
- 1970 - Adrie Poldervaart, allenatore di calcio olandese
- 1970 - Mauricio Wright, allenatore di calcio e ex calciatore costaricano
- 1970 - Patrice Zéré, ex calciatore ivoriano
- 1970 - Nicole de Boer, attrice canadese
- 1971 - Fabrizio Accatino, fumettista italiano
- 1971 - Gene Cross, allenatore di pallacanestro statunitense
- 1971 - Dagmar Huťková, ex cestista slovacca
- 1972 - Diego Binelli, politico italiano
- 1972 - Jan Čaloun, ex hockeista su ghiaccio ceco
- 1972 - Eugenio Comincini, politico italiano
- 1972 - Yuri Ichii, rapper e cantante giapponese
- 1972 - László Kálmán, ex cestista e allenatore di pallacanestro ungherese
- 1972 - Christian Moser, ex saltatore con gli sci austriaco
- 1972 - Anja Rücker, ex velocista tedesca
- 1972 - Marc Silk, doppiatore britannico
- 1972 - Gen Urobuchi, scrittore e sceneggiatore giapponese
- 1972 - Jonathan Wyatt, fondista di corsa in montagna, maratoneta e mezzofondista neozelandese
- 1973 - Jenny Boucek, ex cestista e allenatrice di pallacanestro statunitense
- 1973 - Damiano Cesari, ex calciatore italiano
- 1973 - Salim Chartouni, ex calciatore messicano
- 1973 - Gabriele Dell'Otto, fumettista e illustratore italiano
- 1973 - Maarja Kangro, scrittrice estone
- 1973 - Antti Kasvio, ex nuotatore finlandese
- 1973 - Dolores Pampin, ex schermitrice argentina
- 1973 - Nicolás Pauls, attore argentino
- 1974 - Carlos Da Cruz, ex ciclista su strada e pistard francese
- 1974 - Daisuke Andou, chitarrista giapponese
- 1974 - Raúl Gañán, ex calciatore spagnolo
- 1974 - Leandro Marchetti, ex schermidore argentino
- 1974 - János Mátyus, ex calciatore ungherese
- 1974 - Pietro Piller Cottrer, ex fondista italiano
- 1974 - Gabriela Toma, ex cestista rumena
- 1975 - Bartosz Bosacki, ex calciatore polacco
- 1975 - Derrick Dial, ex cestista statunitense
- 1975 - Pavlina Filipova, biatleta e fondista bulgara
- 1975 - Iulian Claudiu Manda, politico rumeno
- 1975 - Borislav Mikić, ex calciatore bosniaco
- 1975 - Alberto Nocerino, allenatore di calcio e ex calciatore italiano
- 1976 - Cristian Adami, ex calciatore italiano
- 1976 - Jang Hyuk, attore sudcoreano
- 1976 - Ron Leshem, scrittore e sceneggiatore israeliano
- 1976 - Dumisani Mpofu, ex calciatore zimbabwese
- 1976 - Nenad Vučković, ex calciatore croato
- 1977 - Sonja Aldén, cantante svedese
- 1977 - Pablo Hernán Gómez, calciatore argentino († 2001)
- 1977 - Francesco Ortu, karateka italiano
- 1977 - Toni Ricciardi, politico italiano
- 1978 - Qusai Abu Alieh, ex calciatore giordano
- 1978 - Adrián Bastía, ex calciatore argentino
- 1978 - Chris Coyne, ex calciatore australiano
- 1978 - Armando Estrada, ex wrestler statunitense
- 1978 - Renārs Francis, copilota di rally lettone
- 1978 - Geremi, ex calciatore camerunese
- 1978 - Alex Kim, ex tennista statunitense
- 1978 - Joe Maddock, rugbista a 15 e allenatore di rugby a 15 neozelandese
- 1978 - Magrão, ex calciatore brasiliano
- 1978 - Andrej Markov, ex hockeista su ghiaccio russo
- 1978 - Tony Moore, fumettista statunitense
- 1978 - Willy Padoly, calciatore francese
- 1978 - Jacqueline Saburido, attivista venezuelana († 2019)
- 1978 - Walid al-Shihri, terrorista saudita († 2001)
- 1978 - Amanda Swisten, attrice statunitense
- 1978 - Bouabdellah Tahri, mezzofondista e siepista francese
- 1978 - Jason Ulmer, ex hockeista su ghiaccio canadese
- 1978 - Ryōko Yano, ex cestista giapponese
- 1979 - Tadeja Brankovič, ex biatleta slovena
- 1979 - Jonas De Roeck, allenatore di calcio e ex calciatore belga
- 1979 - David DeJesus, ex giocatore di baseball statunitense
- 1979 - David Forde, ex calciatore irlandese
- 1979 - Chiara Francini, attrice, scrittrice e conduttrice televisiva italiana
- 1979 - Espen Johnsen, calciatore norvegese
- 1979 - Abdulaziz Karim, ex calciatore qatariota
- 1979 - Leonid Koshelev, ex calciatore uzbeko
- 1979 - Emilija Podrug, cestista croata
- 1979 - Denis Quarta, arbitro di pallacanestro italiano
- 1979 - Ramón Rodríguez, attore portoricano
- 1979 - Michael Rogers, ex ciclista su strada e pistard australiano
- 1979 - Fiamma Sanò, giornalista e autrice televisiva italiana
- 1979 - Dominik Sedlar, regista cinematografico, sceneggiatore e produttore cinematografico croato
- 1980 - Michael Albasini, ex ciclista su strada svizzero
- 1980 - Alexandra Ansanelli, ex ballerina statunitense
- 1980 - Israel Castro, ex calciatore messicano
- 1980 - Steve Coast, ingegnere britannico
- 1980 - Ashley Cole, allenatore di calcio, dirigente sportivo e ex calciatore inglese
- 1980 - Martín Demichelis, allenatore di calcio e ex calciatore argentino
- 1980 - Nouha Diakité, ex cestista francese
- 1980 - Fitz Hall, ex calciatore inglese
- 1980 - Kristian Haynes, allenatore di calcio e ex calciatore svedese
- 1980 - Darko Maletić, ex calciatore bosniaco
- 1980 - Gašper Potočnik, allenatore di pallacanestro sloveno
- 1980 - Anthony da Silva, allenatore di calcio e ex calciatore portoghese
- 1980 - Devon Song, musicista, cantante e compositore taiwanese
- 1981 - Julien Benneteau, ex tennista francese
- 1981 - Leo Bertos, ex calciatore neozelandese
- 1981 - Janna Hurmerinta, cantante finlandese
- 1981 - Royal Ivey, ex cestista e allenatore di pallacanestro statunitense
- 1981 - Willie Jenkins, ex cestista statunitense
- 1981 - Adrien Jolivet, attore e cantante francese
- 1981 - Marek Matějovský, calciatore ceco
- 1981 - James Shields, giocatore di baseball statunitense
- 1981 - Roy Williams, ex giocatore di football americano statunitense
- 1981 - Akiko di Mikasa, principessa giapponese
- 1982 - Mikel Álvaro, ex calciatore spagnolo
- 1982 - Keny Arkana, rapper francese
- 1982 - Francesco Brandi, attore e drammaturgo italiano
- 1982 - Andrejs Butriks, ex calciatore lettone
- 1982 - Rudel Calero, ex calciatore nicaraguense
- 1982 - David Cook, cantante statunitense
- 1982 - Husain Salman Makki, calciatore bahreinita
- 1982 - Alexander Horst, giocatore di beach volley austriaco
- 1982 - Devon Kershaw, ex fondista canadese
- 1982 - Vedran Princ, ex cestista bosniaco
- 1982 - Jack the Smoker, rapper e produttore discografico italiano
- 1982 - Elisha Sawe, ex maratoneta keniota
- 1982 - Melanie Scrofano, attrice canadese
- 1982 - Thomas Tallevi, pilota motociclistico italiano
- 1982 - David Wright, ex giocatore di baseball statunitense
- 1983 - Kees Akerboom, ex cestista olandese
- 1983 - Gia Allemand, modella e attrice statunitense († 2013)
- 1983 - Justin Blalock, giocatore di football americano statunitense
- 1983 - Lamine Diarra, ex calciatore senegalese
- 1983 - Ilario Dionisi, pilota motociclistico italiano
- 1983 - Daniel Fernholm, hockeista su ghiaccio svedese
- 1983 - Silvio Giovine, politico italiano
- 1983 - Jonah Hill, attore, comico e sceneggiatore statunitense
- 1983 - Aaradhna, cantante neozelandese
- 1983 - Taylor Jenkins Reid, scrittrice statunitense
- 1983 - Chelsea Johnson, astista statunitense
- 1983 - Mapei, cantante statunitense
- 1983 - Lucy Pinder, modella, personaggio televisivo e attrice britannica
- 1983 - Erfan Ali Saeed, cestista qatariota
- 1983 - Maggie Alphonsi, giornalista e dirigente sportivo britannica
- 1983 - Lara Stone, supermodella olandese
- 1983 - Robert Tobin, velocista britannico
- 1983 - Ognjen Vukojević, allenatore di calcio e ex calciatore croato
- 1984 - Christel Alsos, cantante norvegese
- 1984 - Gabriel Colón, ex cestista portoricano
- 1984 - Yūji Kaku, fumettista giapponese
- 1984 - Nikolaos Karampelas, ex calciatore greco
- 1984 - Bob Morley, attore australiano
- 1984 - Milan Pepić, pallavolista bosniaco
- 1984 - Carla Rossetto, pallavolista italiana
- 1984 - Tommy Savas, attore statunitense
- 1984 - Zinaida Sendriūtė, discobola lituana
- 1984 - Josef Wenzl, fondista tedesco
- 1985 - Elizaveta Bojarskaja, attrice russa
- 1985 - Efraim Diveroli, scrittore statunitense
- 1985 - Dino Djiba, ex calciatore senegalese
- 1985 - Maura Gancitano, scrittrice e opinionista italiana
- 1985 - Guo Dan, arciera cinese
- 1985 - The Haxan Cloak, compositore, musicista e produttore discografico inglese
- 1985 - Joe Maloy, triatleta statunitense
- 1985 - Ilijan Micanski, ex calciatore bulgaro
- 1985 - Sebastian Stakset, rapper svedese
- 1985 - Damiano Verri, ex cestista italiano
- 1985 - Lukáš Zoubele, ex calciatore ceco
- 1986 - Sean Cunningham, ex cestista statunitense
- 1986 - Paul Fenech, calciatore maltese
- 1986 - Tamás Lőrincz, ex lottatore ungherese
- 1986 - Teresa Manzo, politica italiana
- 1986 - Marcel Melicherčík, hockeista su ghiaccio slovacco
- 1986 - Giovanni Nesi, pianista italiano
- 1986 - Mammet Orazmuhammedow, calciatore turkmeno
- 1986 - Johnny Palacios, calciatore honduregno
- 1986 - Oksana Slivenko, sollevatrice russa
- 1986 - Chris Taylor, ex calciatore inglese
- 1987 - Matteo Busato, ex ciclista su strada italiano
- 1987 - Revson Cordeiro dos Santos, ex calciatore brasiliano
- 1987 - Nikola Dragović, cestista serbo
- 1987 - Emmanuel Ekpo, ex calciatore nigeriano
- 1987 - Malcolm Jenkins, giocatore di football americano statunitense
- 1987 - Isalbet Juarez, velocista italiano
- 1987 - Christian Muomaife, ex calciatore nigeriano
- 1987 - Parvathy Omanakuttan, modella indiana
- 1987 - Triyatno, sollevatore indonesiano
- 1987 - Taliana Vargas, modella colombiana
- 1987 - Michihiro Yasuda, ex calciatore giapponese
- 1988 - Omar Bolden, giocatore di football americano statunitense
- 1988 - Bernardo Cuesta, calciatore argentino
- 1988 - Erik Goeddel, giocatore di baseball statunitense
- 1988 - Denise Herrmann, ex biatleta e fondista tedesca
- 1988 - Adam Hloušek, calciatore ceco
- 1988 - Jaye Howard, giocatore di football americano statunitense
- 1988 - Klaudia Kaczorowska, pallavolista polacca
- 1988 - Abdoulaye Maïga, ex calciatore maliano
- 1988 - Luca Martinelli, calciatore italiano
- 1988 - Carlotta Nobile, storica dell'arte, violinista e scrittrice italiana († 2013)
- 1988 - Tomáš Pilík, calciatore ceco
- 1989 - John Boyett, giocatore di football americano statunitense
- 1989 - Ha Tae-gyu, schermidore sudcoreano
- 1989 - Allan Hyde, attore danese
- 1989 - Star Lotulelei, giocatore di football americano tongano
- 1989 - Damian Radowicz, ex calciatore polacco
- 1989 - Matic Račič, giocatore di calcio a 5 sloveno
- 1989 - Satoshi Sakashita, ex pattinatore di short track giapponese
- 1989 - Beatriz Sánchez Marrufo, cestista spagnola
- 1989 - Chris Tanev, hockeista su ghiaccio canadese
- 1989 - Léandre Tawamba, calciatore camerunese
- 1990 - Kaspars Dubra, calciatore lettone
- 1990 - Andrea Guasch, attrice, cantante e ballerina spagnola
- 1990 - JoJo, cantante e attrice statunitense
- 1990 - Adam Kemp, cestista statunitense
- 1990 - Bugzy Malone, rapper britannico
- 1990 - Adrien Monfray, calciatore francese
- 1990 - Teja Oblak, cestista slovena
- 1990 - Francesca Papaleo, calciatrice italiana
- 1990 - Najma Parveen, velocista pakistana
- 1990 - Miguel Ruiz González, cestista venezuelano
- 1990 - Rosângela Santos, velocista brasiliana
- 1990 - Minami Takahashi, doppiatrice giapponese
- 1990 - Zef, disc jockey e produttore discografico italiano
- 1990 - Robert Whittaker, artista marziale misto australiano
- 1990 - Marta Xargay, ex cestista spagnola
- 1990 - Erina Yamane, calciatrice giapponese
- 1991 - Yasir Al-Fahmi, calciatore saudita
- 1991 - Martavis Bryant, giocatore di football americano statunitense
- 1991 - Andrea Caciagli, regista italiano
- 1991 - Beatrice Callegari, nuotatrice artistica italiana
- 1991 - Joss Christensen, sciatore freestyle statunitense
- 1991 - Maxime Deschamps, pattinatore artistico su ghiaccio canadese
- 1991 - Isabel Durant, attrice e ballerina australiana
- 1991 - Jorginho, calciatore brasiliano
- 1991 - Marc Oliveras, ex sciatore alpino e sciatore freestyle andorrano
- 1991 - Jamie Paterson, calciatore inglese
- 1991 - Xavier Pollard, cestista statunitense
- 1991 - Jillian Rose Reed, attrice statunitense
- 1991 - Mike Rostampour, cestista statunitense
- 1991 - Pietro Sandei, cavallerizzo italiano
- 1991 - Fabian Schär, calciatore svizzero
- 1991 - Colin Woodell, attore statunitense
- 1991 - Silvia Zanolo, ex ginnasta italiana
- 1992 - Segun Adeniyi, calciatore nigeriano
- 1992 - Adut Bulgak, cestista sudsudanese
- 1992 - Loïs Diony, calciatore francese
- 1992 - Kyaw Ko Ko, calciatore birmano
- 1992 - Hayal Köseoğlu, attrice e cantante turca
- 1992 - Lee Se-young, attrice sudcoreana
- 1992 - Gorka Luariz, calciatore spagnolo
- 1992 - Ksenija Makarova, ex pattinatrice artistica su ghiaccio russa
- 1992 - Pedro Filipe Barbosa Moreira, calciatore portoghese
- 1992 - Aaron Ripkowski, giocatore di football americano statunitense
- 1992 - D'Vauntes Smith-Rivera, ex cestista statunitense
- 1992 - Azie Tesfai, attrice statunitense
- 1992 - Mariano Vázquez, calciatore argentino
- 1992 - Maarouf Yussuf, calciatore nigeriano
- 1992 - Marcel Ziegl, ex calciatore austriaco
- 1992 - Martin Čater, sciatore alpino sloveno
- 1993 - Ali Abdi, calciatore tunisino
- 1993 - Ahmed Shambih, calciatore emiratino
- 1993 - Gamze Alikaya, pallavolista turca
- 1993 - Michele Andreotti, rugbista a 15 italiano
- 1993 - Andrea Belotti, calciatore italiano
- 1993 - Prabir Das, calciatore indiano
- 1993 - Jana Egorjan, schermitrice russa
- 1993 - Alex Ferrari, giocatore di football americano italiano
- 1993 - Chiara Gambuzza, ex cestista italiana
- 1993 - Christian Gebauer, calciatore austriaco
- 1993 - Luwagga Kizito, calciatore ugandese
- 1993 - Erik McCree, cestista statunitense
- 1993 - Mohammed Muntari, calciatore ghanese
- 1993 - Abdallah Ndour, calciatore senegalese
- 1993 - Caye Quintana, calciatore spagnolo
- 1993 - Robeisy Ramírez, pugile cubano
- 1993 - LaRon Smith, cestista statunitense
- 1993 - Ann-Christin Strack, bobbista e ex velocista tedesca
- 1993 - Loïc Vliegen, ciclista su strada belga
- 1994 - Dīmītrīs Agravanīs, cestista greco
- 1994 - Ali Mohammed al-Nimr, attivista saudita
- 1994 - Kenan Bajrić, calciatore sloveno
- 1994 - Yamikani Chester, calciatore malawiano
- 1994 - Giulio Ciccone, ciclista su strada italiano
- 1994 - Giovanni Clunie, calciatore costaricano
- 1994 - DaniLeigh, cantautrice e ballerina statunitense
- 1994 - Artëm Fedčuk, calciatore russo
- 1994 - Aleksandar Filipović, calciatore serbo
- 1994 - Jacko Gill, pesista neozelandese
- 1994 - Kenny Hill, giocatore di football americano statunitense
- 1994 - Javier Iritier, calciatore argentino
- 1994 - Wesley Iwundu, cestista statunitense
- 1994 - Calvin Ridley, giocatore di football americano statunitense
- 1994 - Lena Stigrot, pallavolista tedesca
- 1994 - Ryan Thomas, calciatore neozelandese
- 1994 - Rodrigo de Oliveira Donado, calciatore uruguaiano
- 1995 - Gustave Akueson, calciatore francese
- 1995 - Irama, cantautore italiano
- 1995 - Frankie Ferrari, ex cestista e allenatore di pallacanestro statunitense
- 1995 - Miguel Ângelo Gomes da Silva, calciatore portoghese
- 1995 - Dominic Hyam, calciatore scozzese
- 1995 - Isaiah Johnson, giocatore di football americano statunitense
- 1995 - Umut Meraş, calciatore turco
- 1995 - Anžejs Pasečņiks, cestista lettone
- 1995 - Junior Pius, calciatore nigeriano
- 1995 - Blake Roman, attore e doppiatore statunitense
- 1995 - Nandha Kumar Sekar, calciatore indiano
- 1995 - Christian Wilkins, giocatore di football americano statunitense
- 1995 - Žiga Zatežič, ex cestista sloveno
- 1995 - Feliks Zemdegs, speedcuber australiano
- 1996 - Ben Barnicoat, pilota automobilistico britannico
- 1996 - Jarrod Bowen, calciatore inglese
- 1996 - Lassina Dao, ex calciatore ivoriano
- 1996 - Jon Elmore, cestista statunitense
- 1996 - Filippa Kviten, lunghista cipriota
- 1996 - Olivia Fotopoulou, velocista cipriota
- 1996 - Mathias Honsak, calciatore austriaco
- 1996 - Joe Jackson, giocatore di football americano statunitense
- 1996 - Marko Kvasina, calciatore austriaco
- 1996 - Alassane Ndao, calciatore senegalese
- 1996 - Babacar Niasse, calciatore senegalese
- 1996 - Bryce Perkins, giocatore di football americano statunitense
- 1996 - Abraham Toro, giocatore di baseball canadese
- 1996 - Frane Vojković, ex calciatore croato
- 1997 - Issa Adekunle, calciatore nigeriano
- 1997 - Paul Akouokou, calciatore ivoriano
- 1997 - Ronja Aronsson, calciatrice svedese
- 1997 - Daniel Cargnin, judoka brasiliano
- 1997 - Filippo Colombo, mountain biker e ciclista su strada svizzero
- 1997 - Stan Dewulf, ciclista su strada belga
- 1997 - Mamadou Diarra, calciatore senegalese
- 1997 - De'Aaron Fox, cestista statunitense
- 1997 - C.J. Gardner-Johnson, giocatore di football americano statunitense
- 1997 - Ludovica Gargari, attrice italiana
- 1997 - Jack Jones, giocatore di football americano statunitense
- 1997 - Suzuka Nakamoto, cantante giapponese
- 1997 - Salome Nyirarukundo, mezzofondista ruandese
- 1998 - Rick van Drongelen, calciatore olandese
- 1998 - Dylan Wang, attore e cantante cinese
- 1998 - D'Moi Hodge, cestista anglo-verginiano
- 1998 - Kylian Mbappé, calciatore francese
- 1998 - Mohammad Mohebi, calciatore iraniano
- 1998 - Pablo Enrique Ruíz, calciatore argentino
- 1999 - Sleepy Hallow, rapper giamaicano
- 1999 - Jack Jean Baptiste, calciatore honduregno
- 1999 - Kim Ye-jin, pattinatrice di short track sudcoreana
- 1999 - Christian Kouan, calciatore ivoriano
- 1999 - Nicolas Kristof, calciatore tedesco
- 1999 - Elijah McCadden, cestista statunitense
- 1999 - Kaevon Merriweather, giocatore di football americano statunitense
- 1999 - Matěj Polidar, calciatore ceco
- 1999 - Xavier Thomas, giocatore di football americano statunitense
- 1999 - Caleb Zady Sery, calciatore ivoriano
- 1999 - Aleksandar Đorđević, calciatore serbo
- 2000 - Ludovica Cavalli, mezzofondista italiana
- 2000 - Luca Conti, cestista italiano
- 2000 - Tyrice Knight, giocatore di football americano statunitense
- 2000 - Giannīs-Foivos Mpotos, calciatore greco

## XXI secolo(28)
- 2001 - Youssouph Badji, calciatore senegalese
- 2001 - Michel Costa da Silva, calciatore brasiliano
- 2001 - Salifou Diarrassouba, calciatore burkinabé
- 2001 - Moïse Sahi Dion, calciatore ivoriano
- 2001 - Omar Hoyos, pallavolista portoricano
- 2001 - Facundo Pellistri, calciatore uruguaiano
- 2001 - Omar Rekik, calciatore tunisino
- 2001 - Marcelo Suárez, calciatore boliviano
- 2001 - Sepp van den Berg, calciatore olandese
- 2001 - David Åhman, giocatore di beach volley svedese
- 2002 - Peter Agba, calciatore nigeriano
- 2002 - Olivia Sellstedt, ex sciatrice alpina svedese
- 2002 - Aimar Sher, calciatore iracheno
- 2003 - Florence Brunelle, pattinatrice di short track canadese
- 2003 - Oumar Diakité, calciatore ivoriano
- 2003 - Martin Espernberger, nuotatore austriaco
- 2003 - Ezequiel Olivera, calciatore uruguaiano
- 2003 - Leopold Querfeld, calciatore austriaco
- 2004 - Aleksandr Kokšarov, calciatore russo
- 2004 - Eve Planeix, nuotatrice artistica francese
- 2004 - Santino Primante, calciatore argentino
- 2005 - Colin Heathcock, schermidore statunitense
- 2005 - Lexis Cournoyer, sciatore alpino canadese
- 2005 - Jesús Duarte, calciatore venezuelano
- 2005 - Hafiz Umar Ibrahim, calciatore nigeriano
- 2005 - Christy Maalouf, calciatrice libanese
- 2006 - Elohim Kaboré, calciatore ivoriano
- 2006 - Biniam Mehary, mezzofondista etiope

## Senza anno specificato(2)
- María Rosa Gallo, attrice argentina († 2004)
- Lia, cantautrice giapponese